# ناحیه آمبالاوائو
ناحیه آمبالاوائو (انگلیسی: Ambalavao District) یک بخش‌های ماداگاسکار در ماداگاسکار است که در هائوته ماتسیاترا واقع شده‌است.